# Торопово (Рыбинский район)
То́ропово — деревня в Михайловском сельском округе Волжского сельского поселения Рыбинского района Ярославской области .
Деревня расположена поблизости от железной дороги Рыбинск—Ярославль, к юго-западу от одноименной станции. В окрестностях деревни многочисленные садоводческие товарищества. На небольшом расстоянии к северо-западу от Торопова стоит деревня Карповское .
Село Тороповское указано на плане Генерального межевания Рыбинского уезда 1792 года. 
На 1 января 2007 года в деревне числилось 11 постоянных жителей . Почтовое отделение, находящееся в селе Михайловское, обслуживает в Торопово 24 дома .